# 中村達也 (1965年生のドラマー)
中村 達也（なかむら たつや、1965年1月4日 - ）は、日本のミュージシャン、ドラマー、俳優。1987年から2000年までBLANKEY JET CITYのドラマーとして活動し、2013年までソロプロジェクトのLOSALIOSで活動。富山県出身。

## 略歴
10代の頃から多くのバンドを組んでおり、高校時代にはSHOCKERS、OXYDOLL、the 原爆オナニーズ、ザ・スターリン、THE GOD、MASTURBATION、NICKEY & THE WARRIORS、the 原爆オナニーズ（再加入）、THE STAR CLUB、THE GOD（再加入）等で活躍していた。その後、浅井健一に誘われ、照井利幸と共にBLANKEY JET CITYを結成する。1990年から同バンドで精力的に活動し、数多くの作品を残した。
ブランキー時代にLOVE SHOP LOSALIOS名義で初ソロ作品を浅井、照井らと共に発表した。1999年には、青木達之の急逝により以前サポートを務めた東京スカパラダイスオーケストラの面々と共に「世界地図は血の跡」を発表する。2000年ブランキーが解散するが、それから2年後、東京スカパラダイスオーケストラの加藤隆志（ギター）、元RIZEのTOKIE（ベース）、武田真治（サックス）を擁してLOSALIOSを再始動させ「Colorado Shit Dog」を発表した。その後も、LOSALIOSで次々と作品を生み出す。
2003年には、ジョン・ゾーンやビル・ラズウェルとのセッションアルバム「Buck Jam Tonic」が発表された。2006年には豊田利晃、勝井祐二 (ROVO) らと共にTWIN TAILを結成、のちにBLANKEY JET CITY時代の盟友、照井利幸が同バンドに参加した。また、レックと2人編成でフリクション名義でライブを行うなどの活動を続けている。
固定のバンドで活動をする傍ら、山下洋輔、大友良英、近藤等則、勝井祐二、GOMA、スガダイロー、ビル・ラズウェルらとのフリーセッションも屡々行っている。また、異形の相手でもある画家の黒田征太郎とのライブペインティングや舞踏家の田中泯との創作ライブ「ニホンオオカミの足跡」でもドラムの独奏で公演の表現を担っている。
2009年12月に公開された『蘇りの血』（豊田利晃監督）で主演を務める。
2010年のNHK大河ドラマ『龍馬伝』最終話では、京都見廻組隊士・佐々木只三郎役でゲスト出演した。
2011年、斉藤和義とMANNISH BOYSを結成。2019年現在までにシングル3枚、アルバム3枚、EP1枚を発表。ロックイベント、全国ツアー等で活動中。
2012年、チバユウスケ、イマイアキノブとTHE GOLDEN WET FINGERSを結成。仲井戸麗市とthe dayを結成。OXYDOLL再結成（東京・名古屋にて活動中）。

## ディスコグラフィ

### アルバム
| 発売日        | アーティスト名                      | タイトル                      | 備考                                                                     |
| ------------- | ----------------------------------- | ----------------------------- | ------------------------------------------------------------------------ |
| 1996年        | Love Shop Losalios                  | ガビル                        | Blankey Jet Cityの映像作品Solo Works収録                                 |
| 2003年7月27日 | BUCK JAM TONIC                      | BUCK JAM TONIC                | ジョン・ゾーンとビル・ラズウェルとのインプロヴィゼーション・プロジェクト |
| 2008年6月4日  | JOY HEIGHTS                         | Country Kill                  |                                                                          |
| 2008年7月7日  | Twin Tail                           | すべては許されている          | 中村達也 (drums)、勝井祐二 (violin)、照井利幸 (bass)×豊田利晃（監督）    |
| 2009年        | フリクション                        | Deepers                       | ミニアルバム                                                             |
| 2010年        | フリクション                        | 2013-Live Friction            | ライブアルバム                                                           |
| 2011年3月2日  | ビル・ラズウェル,中村達也,山木秀夫  | ベース&ドラム                 | ライブアルバム                                                           |
| 2012年8月22日 | I'M FLASH! BAND                     | I'M FLASH!                    | 映画「I'M FLASH!」コンセプトアルバム                                     |
| 2013年5月1日  | THE GOLDEN WET FINGERS              | Kill After Kiss（アナログ盤） |                                                                          |
| 2013年5月1日  | THE GOLDEN WET FINGERS              | Kill After Kiss（KILL盤）     |                                                                          |
| 2013年6月26日 | THE GOLDEN WET FINGERS              | Kill After Kiss（KISS盤）     |                                                                          |
| 2014年7月23日 | 高木正勝×中納良恵×中村達也×森本千絵 | Bibliophina                   | オンワード「組曲2013AW」のテレビCMソングから生まれた作品集               |
| 2015年        | The Day                             | The Day                       | ミニアルバム                                                             |
| 2016年3月23日 | THE GOLDEN WET FINGERS              | CHAOS SURVIVE INVADER MK-I    | ※一般流通盤                                                              |
| 2016年4月     | THE GOLDEN WET FINGERS              | CHAOS SURVIVE INVADER MK-II   | ※ツアー会場限定販売                                                      |

## 参加作品
- Puffy アルバム『honeycreeper』M-3「君とオートバイ」M-5「はやいクルマ」（2007年9月26日）
- 布袋寅泰 DVD『HOTEI and The WANDERERS FUNKY PUNKY TOUR 2007-2008』（2008年4月23日）
- Superfly シングル「My Best Of MyLife」M-3「Rock And Roll Hoochie Koo」（2009年5月13日）
- 斉藤和義 アルバム『ARE YOU READY?』M-9「黒塗りのセダン」（2010年10月27日）[13]
- Superfly シングル「Beep!!/Sunshine Sunshine」（2011年3月9日）
- Superfly アルバム『Mind Travel』M-11「Free Planet」（2011年6月15日）[9]
- 斉藤和義 アルバム『45 Stones』M-4「猿の惑星」M-7「オオカミ中年」（2011年10月19日）
- 関ジャニ∞ アルバム『FIGHT (関ジャニ∞のアルバム)』M-1「モンじゃい・ビート」（2011年11月16日）[9]
- teneleven アルバム『teneleven』M-5「coyote」M-8「dark side of the moon flower」（2012年3月19日）[9]
- 布袋寅泰 DVD 『30th ANNIVERSARY ANTHOLOGY III “一期一会”』（2012年6月19日）[9]
- 布袋寅泰 DVD 『WE ARE DREAMER 〜50th BIRTHDAY SPECIAL CELEBRATION GIG〜』（2012年6月19日）[9]
- GLAY アルバム『MUSIC LIFE』M-10「TILL KINGDOM COME」（2014年11月5日）

## 出演

### テレビドラマ
- 私立探偵 濱マイク（2002年、日本テレビ）- ノブ 役
- 週刊真木よう子（2008年、テレビ東京）- タツヤ 役 ※第2話
- 龍馬伝（2010年、NHK）- 佐々木只三郎 役[7]
- BORDER 警視庁捜査一課殺人犯捜査第4係（2014年 テレビ朝日）- 神坂 役 ※第7話[14]
- HiGH&LOW〜THE STORY OF S.W.O.R.D.〜（2015年、日本テレビ）- 家村龍美 役
- ディアスポリス 異邦警察（2016年、毎日放送）- 黒長臂 役 ※第3・4・7・8話
- 平田さん（「∞ゾッキ シリーズ」）（2022年、BSJapanext）- ラーメン店にいる男 役 ※第1話 [15]

### 映画
- バレット・バレエ（1999年、ゼアリズエンタープライズ）- 出射 役
- 696 TRAVELING HIGH（2001年、スローラーナー）- ドキュメンタリー映画
- L'amant ラマン（2004年、スローラーナー）- 刺青師 役
- 男はソレを我慢できない（2006年、キネティック）- タツヤ 役
- 涙そうそう（2006年、東宝）- 金城昭嘉 役
- KIKOE（2009年、スローラーナー）- ドキュメンタリー映画
- 蘇りの血（2009年、ファントム・フィルム）- 主演・オグリ 役[6]
- 莫逆家族-バクギャクファミーリア-（2012年、東映）- 渡辺満 役
- I'M FLASH!（2012年、ファントム・フィルム）- 見知らぬ男 役[10]
- 赤い季節（2012年、日活）-  バイク店の客 役[16]
- るろうに剣心 京都大火編（2014年、ワーナー・ブラザース映画）- 新井赤空 役
- 野火（2015年、海獣シアター）- 伍長 役
- 短編映画 ドラムマンz バチがもたらす予期せぬ出来事（2015年12月12日 - 2016年1月1日、シネマスコーレ限定公開）- ドラムの神様 役[17]
- HiGH&LOW（2016年 - 2017年）- 家村龍美 役
  - HiGH&LOW THE MOVIE（2016年）
  - HiGH&LOW THE RED RAIN（2016年）
  - HiGH&LOW THE  MOVIE2 / END OF SKY（2017年）
  - HiGH&LOW THE MOVIE3 / FINAL MISSION（2017年）
- 悪と仮面のルール（2018年1月13日、ファントム・フィルム）- 久喜幹彦 役[18]
- 斬、（2018年11月24日、新日本映画社）- 源田瀬左衛門 役[19]
- 狼煙が呼ぶ（2019年9月20日、イマジネーション）
- PLANETIST（2020年7月11日、イマジネーション）ドキュメンタリー映画
- 無頼（2020年12月、チッチオフィルム） - 井藤孝 役
- ゾッキ（2021年4月2日、イオンエンターテイメント）- ビデオ屋の客 役
- るろうに剣心 最終章 The Beginning（2021年6月4日公開、監督・大友啓史）- 新井赤空 役

### その他
- Aの記憶 〜永瀬正敏がみた青森〜（2012年、青森朝日放送）※ナレーション
- 舞台『PARCO presents HOFESH SHECHTER'S ポリティカル・マザー ザ・コレオグラファーズ・カット』Bunkamura オーチャードホール（2019年4月6日〜11日）[20]